# ŽFK Naše Taksi
Maillots
Le Ženski Fudbalski Klub Naše Taksi Skopje (en macédonien : Женски фудбалски клуб Наше Такси Скопје), plus couramment abrégé en ŽFK Naše Taksi, est un ancien club macédonien de football féminin fondé en 2010 et disparu en 2012, et basé à Skopje, la capitale du pays.

## Histoire
Le club créé le 19 juillet 2010 réalise le doublé Coupe-Championnat de Macédoine dès sa première saison en 2010-2011, et participe pour la première fois à une compétition européenne lors de la Ligue des champions féminine de l'UEFA 2011-2012. Les joueuses du ZFK Naše Taksi terminent deuxièmes de leur groupe de qualification.

## Palmarès
| Compétitions nationales |
| --- |
| - Championnat de Macédoine de football féminin (2) : - Champion : 2010-11 et 2011-12. - Coupe de Macédoine de football féminin (2) : - Vainqueur : 2010-11 et 2011-12. |

## Personnalités du club

### Présidents du club
- Kristijan Kosev

### Entraîneurs du club
- Blagoja Filiposki